# Georg Hohenberg

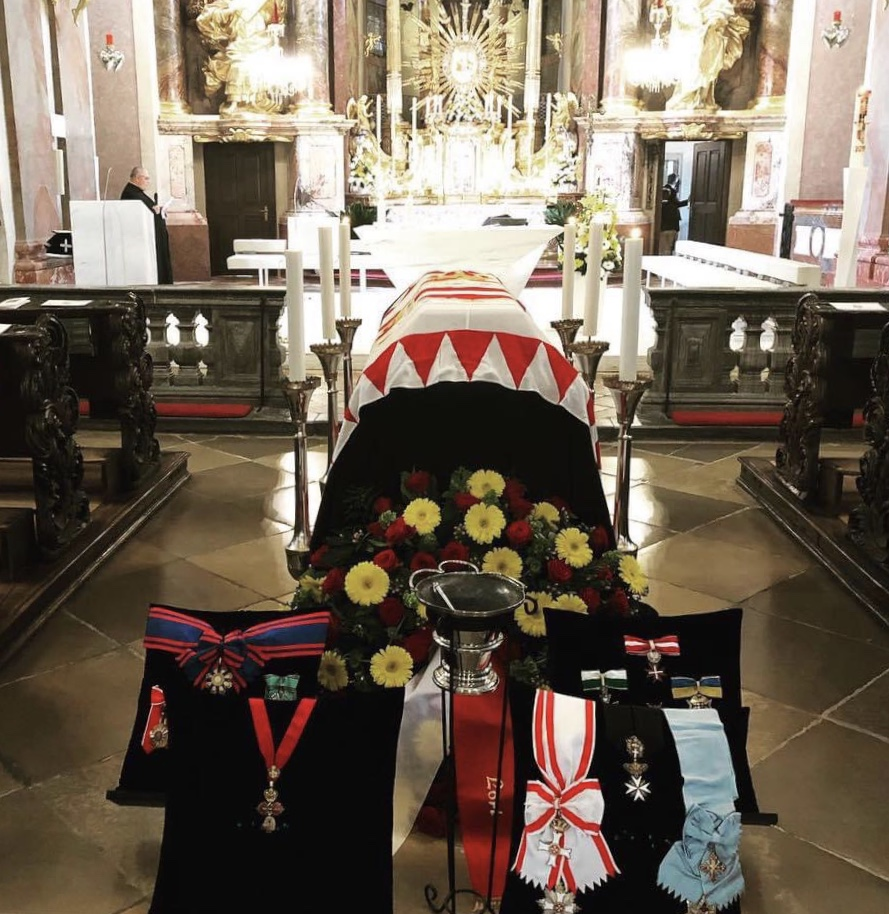
zdjęcie z pogrzebu z wyłożonymi orderami

Georg Hohenberg (ur. 25 kwietnia 1929, zm. 25 lipca 2019) – austriacki dyplomata, wnuk arcyksięcia Franciszka Ferdynanda i jego żony Zofii.

## Życie prywatne
Georg urodził się w 1929 roku jako syn Maksymiliana Hohenberga i jego żony Elżbiety. W 1949 roku ukończył liceum, następnie studiował prawo  na Uniwersytecie Wiedeńskim, otrzymał doktorat. Kawaler (prywatnego po 1918) Orderu Złotego Runa.
W latach 1978–1984 był ambasadorem Austrii w Tunisie, a od 1988 do 1994 roku reprezentował swój kraj w Stolicy Apostolskiej.
4 lipca 1960 roku ożenił się z Eleonorą Auersperg-Breunner (ur. 1928). Miał troje dzieci: 
- Nicholas Hohenberg (ur. 3 lipca 1961 w Paryżu)
- Henriette  Hohenberg (ur. 9 listopada 1962 w Paryżu)
- Maksymilian Hohenberg (ur. 25 stycznia 1970 w Buenos Aires)